# Gwenia turneri
Gwenia turneri är en stekelart som först beskrevs av Paul C. Dangerfield och Austin 1995.  Gwenia turneri ingår i släktet Gwenia och familjen bracksteklar. Inga underarter finns listade i Catalogue of Life.